# ملتهمة الحمض الديلافيلدية
ملتهمة الحمض الديلافيلدية (الاسم العلمي: Acidovorax delafieldii) هي نوع من البكتيريا، سلبية الغرام، تتبع جنس ملتهمة الحمض.